# Carl Sagan
Pour les articles homonymes, voir Sagan.
Carl Sagan (/kɑɹl ˈseɪɡən/), né le 9 novembre 1934 à Brooklyn (New York) et mort le 20 décembre 1996 à Seattle (Washington), est un scientifique et astronome américain.
Il a étudié l'astronomie et l'astrophysique à l'université de Chicago, où il a obtenu son doctorat en 1960 avec une thèse de planétologie. Il devient ensuite professeur et directeur de laboratoire à l'université Cornell.
Il participe à la plupart des missions d'exploration du système solaire des années 1970 et 1980 et notamment le programme Pioneer, pour lequel il conçoit avec sa femme, Linda Salzman Sagan (en), la plaque de Pioneer, et le programme Voyager où il poursuit les messages à l'adresse d'éventuelles intelligences extraterrestres avec le Voyager Golden Record.
Carl Sagan est également connu pour ses contributions à la vulgarisation scientifique. Il a été le concepteur et l'animateur de la série télévisée Cosmos, qui a été diffusée dans le monde entier et qui a contribué à faire connaître la science auprès du grand public. Il a également écrit plusieurs livres à succès sur l'univers et la science, dont Pale Blue Dot et  le livre Cosmos, dérivé de la série.
Il est l'un des fondateurs de l'exobiologie, et a soutenu le programme SETI de recherche d'intelligence extraterrestre. Il est aussi connu pour son militantisme en matière de scepticisme scientifique et d'écologie.

## Biographie

### Jeunesse et formation
Issu d'une famille juive immigrée d'Europe orientale, il naît à Bensonhurst, un quartier de Brooklyn, le 9 novembre 1934.
Son père, Samuel Sagan, est un ouvrier couturier originaire de Kamianets-Podilskyï, une ville située alors dans une région de l'Empire russe rattachée par la suite à l'Ukraine. Sa mère, Rachel Molly Gruber, était une femme au foyer new-yorkaise. Le prénom de Carl lui est donné en l'honneur de la mère biologique de Rachel, Chaiya Clara, qui était selon les mots de Sagan « la mère qu'elle n'avait jamais connue », étant décédée en mettant au monde son deuxième enfant. Le père de Rachel s'était alors remarié à une femme prénommée Rose. Selon Carol, la sœur de Carl, « Rachel n'accepta jamais Rose en tant que mère. Elle savait qu'elle n'était pas celle qui lui avait donné naissance ... Elle était une enfant puis une jeune adulte plutôt rebelle ... une « femme émancipée » comme on dirait de nos jours ».
La famille vivait dans un modeste appartement de Bensonhurst, tout près de l'océan. Ils étaient membres de la communauté des Juifs réformés, le plus libéral des quatre principaux groupes du judaïsme nord-américain. Carl et sa sœur s'accordent à dire que leur père n'était pas spécialement religieux, mais que leur mère « croyait vraiment en Dieu, fréquentait la synagogue ; [...] et ne servait que de la viande cacher ». Au plus profond de la Grande Dépression, son père travaille comme ouvreur de théâtre.
Selon son biographe Keay Davidson, la « guerre intérieure » de Sagan est le résultat de sa relation étroite avec ses deux parents, qui étaient à bien des égards « opposés ». Sagan fait remonter ses pulsions analytiques à sa mère, une femme qui dans son enfance avait vécu dans l'extrême pauvreté à New York pendant la Première Guerre mondiale et les années 1920. Elle avait dans sa jeunesse, nourri ses propres ambitions intellectuelles, mais elles avaient été frustrées par les restrictions sociales : sa pauvreté, son statut de femme, d'épouse, et de juive. Davidson note qu'elle a donc « vénéré son fils unique, Carl, qui réaliserait ses rêves inassouvis ».
Cependant, il affirme que son sens de l'émerveillement lui vient de son père, qui, pendant son temps libre, donnait des pommes aux pauvres ou aidait à apaiser les tensions entre les travailleurs et les patrons dans l'industrie du vêtement à New York. Impressionné par les capacités intellectuelles de Carl, il accepte la curiosité de son fils sans objections, la considérant comme faisant partie de sa croissance. Dans ses derniers écrits, Sagan s'inspirera souvent de ses souvenirs d'enfance pour illustrer des points scientifiques, comme dans son livre Shadows of Forgotten Ancestors (l'Ombre des ancêtres oubliés). Sagan y décrit l'influence de ses parents sur sa pensée ultérieure :

« Mes parents n'étaient pas des scientifiques. Ils ne connaissaient presque rien à la science. Mais en m'initiant simultanément au scepticisme et à l'émerveillement, ils m'ont enseigné deux modes de pensée qui cohabitent difficilement et qui sont au cœur de la méthode scientifique. »

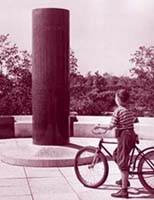
Le monument dressé à l'emplacement de la capsule temporelle de Westinghouse à l'Exposition universelle de New York de 1939.

L'un des moments les plus marquants de son enfance est celui où ses parents l'emmènent à l'Exposition universelle de New York de 1939, alors qu'il n'a que 4 ans. Cette visite marque un tournant dans sa vie. Il se souviendra plus tard de la carte mobile de l'exposition America of Tomorrow : « On y voyait de belles autoroutes, des trèfles et des petites voitures General Motors transportant des gens vers des gratte-ciels, des bâtiments avec de belles flèches, des arcs-boutants — et c'était super ! ». Mais il conserve aussi les souvenirs d'autres démonstrations : comment une lampe de poche éclairant une cellule photoélectrique créait un crépitement et comment le son d'un diapason devenait une onde sur un oscilloscope. Le jeune Sagan est également témoin de la naissance de la technologie médiatique du futur, celle qui allait remplacer la radio : la télévision. Il écrit à ce sujet : « le monde recelait tout simplement des merveilles d'un genre que je n'avais jamais deviné. Comment un son pouvait-il devenir une image et la lumière un bruit ? » Il assiste également à l'un des événements les plus médiatisés de la foire, l'enterrement d'une capsule temporelle à Flushing Meadows, qui contenait des souvenirs des années 1930 devant être récupérés par les descendants de la Terre dans un futur millénaire. « La capsule temporelle a enthousiasmé Carl », écrit Davidson. À l'âge adulte, Sagan et ses collègues allaient créer des capsules temporelles similaires — des capsules qui seraient envoyées dans la galaxie : la Plaque de Pioneer et le Voyager Golden Record, qui étaient tous des retombées des souvenirs de Sagan de l'Exposition universelle.
Pendant la Seconde Guerre mondiale la famille de Carl s'inquiète du sort de sa branche européenne. Cependant, Sagan ignorait les détails de la guerre en cours. Il écrit : « Bien sûr, nous avions des parents qui ont été pris dans l'Holocauste. Hitler n'était pas un type populaire chez nous... Mais d'un autre côté, j'étais assez isolé des horreurs de la guerre ». Sa sœur, Carol, déclare que leur mère « voulait avant tout protéger Carl... Elle a passé des moments extraordinairement difficiles à gérer la Seconde Guerre mondiale et l'Holocauste. ». Le livre de Sagan, The Demon-Haunted World (en) (1996) reprend ses souvenirs de cette période conflictuelle, où sa famille devait faire face aux réalités de la guerre en Europe tout en essayant d'empêcher qu'elle ne sape son esprit optimiste.
Dès sa tendre enfance, il s'abreuve de livres scientifiques, se passionne pour l'astronomie et, selon ses propres dires, se « drogue à la science-fiction ».

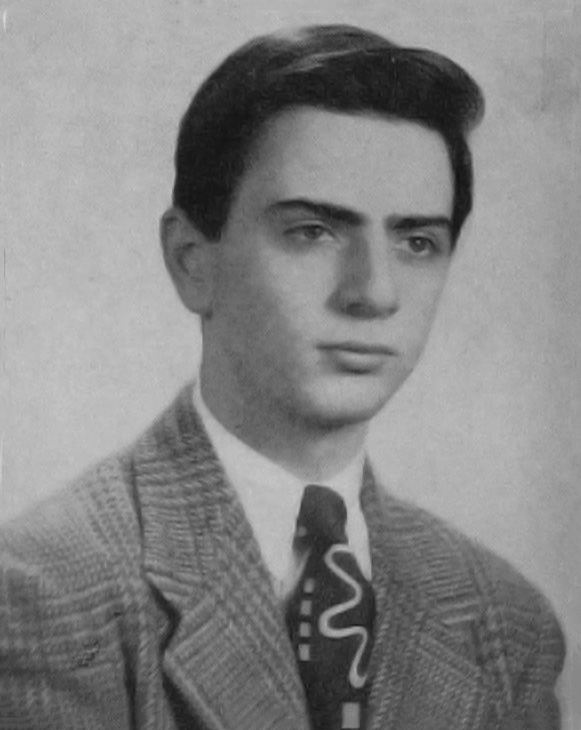
Carl Sagan en 1951.

Dans les années 1950, il commence à s'intéresser à l'origine de la vie, une préoccupation qui ne l'abandonnera plus.
Après des études secondaires à Rahway, achevées en 1951, Sagan, alors âgé de 17 ans, s'inscrit à l'Université de Chicago, l'un des seuls établissements américains d'enseignement supérieur acceptant des jeunes de moins de 18 ans. Le chancelier de l'université, Robert Hutchins, entendait faire de son université une « méritocratie », et, pour cette raison, n'avait pas d'égard pour l'âge des impétrants. D'ailleurs, il s'était assuré la collaboration des plus grands scientifiques de l'après-guerre, dont Enrico Fermi et Edward Teller, mettant à leur disposition l'observatoire Yerkes.
Au cours de ses années de licence, Sagan travaille dans le laboratoire du généticien H. J. Muller et consacre son mémoire aux origines de la vie, sous la direction du physico-chimiste Harold Clayton Urey. Sagan adhère à la Ryerson Astronomical Society, obtient son Baccalauréat ès lettres en 1954, sa licence ès sciences (1955) et sa maîtrise de physique (1956), puis soutient sa thèse de doctorat, consacrée à l'« étude physique des planètes,,,, en 1960.
Il passe ses mois d'été avec l'astronome Gerard Kuiper, le physicien George Gamow et le chimiste Melvin Calvin. Le titre de sa thèse témoigne de l'influence de Kuiper qui, tout au long des années 1950, avait été président de la commission « Étude des conditions physiques sur les Planètes et Satellites » de l'Union astronomique internationale. En 1958, les deux hommes travaillent sur un dossier classé secret défense, le « Projet A119 » de l'US Air Force, visant à faire exploser une bombe atomique sur la Lune.

### Carrière universitaire

La « plaque de Pioneer » qu'il conçoit à l'intention des extraterrestres.

Carl Sagan devient professeur puis directeur de laboratoire à l'université Cornell, contribuant à la plupart des missions automatiques d'exploration spatiale du Système solaire. Il est ainsi sollicité pour créer un message inaltérable et universel, qui pourrait être compris par une intelligence extraterrestre ; ce message qu'il conçoit est gravé sur une plaque et apposé sur les deux sondes Pioneer. Plus tard, il participe également à la création du contenu du disque des sondes Voyager.

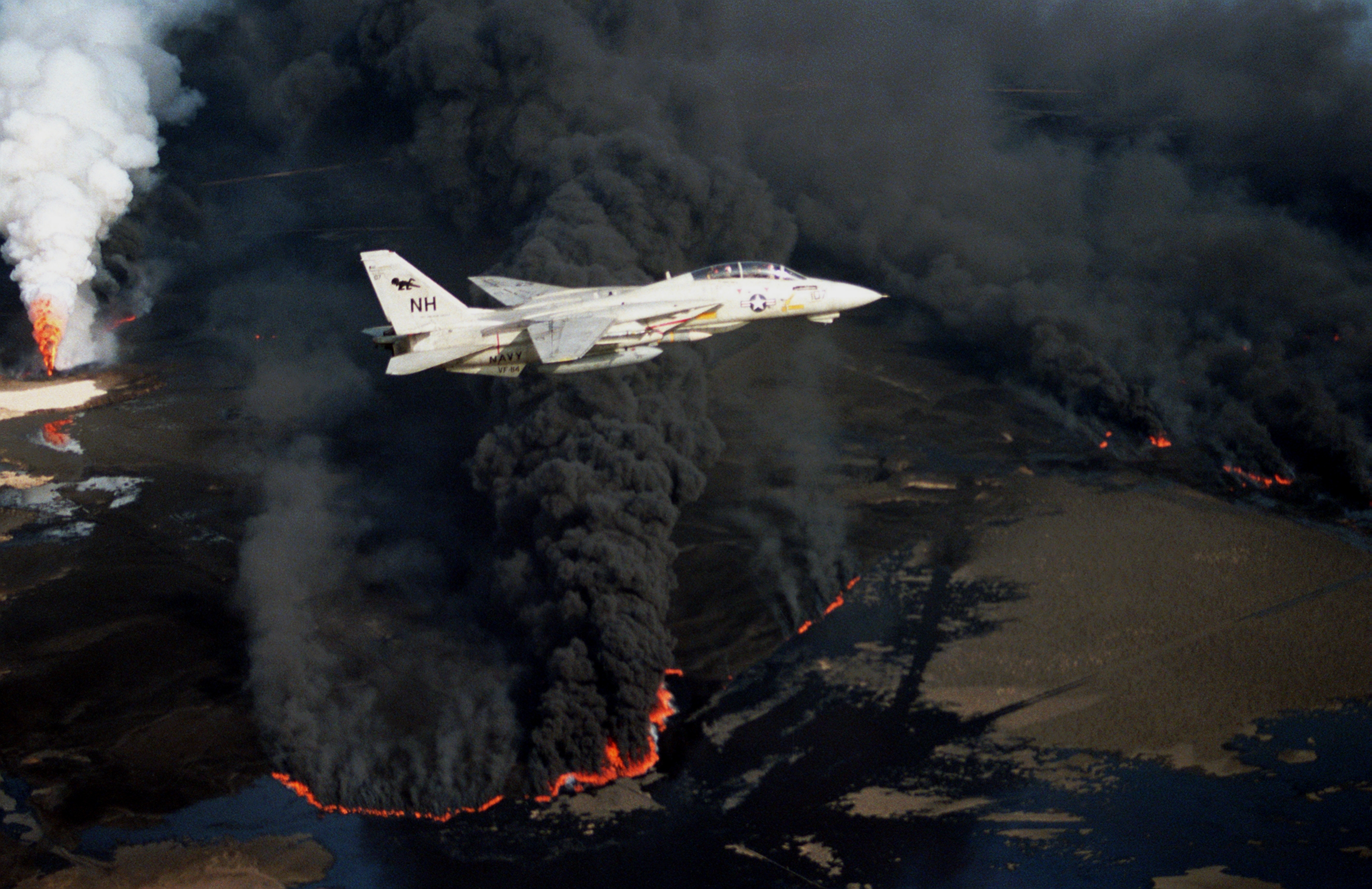
Les incendies des puits de pétrole du Koweït, durant la guerre du Golfe de 1991, ayant conduit Carl Sagan à évoquer un risque de refroidissement climatique.

Il est également connu pour avoir co-rédigé un article annonçant les dangers de l'hiver nucléaire. Pendant la première guerre du Golfe, Sagan prédit que la fumée engendrée par les incendies des puits de pétrole du Koweït, allumés par les forces militaires irakiennes pour couvrir leur retraite, entraînera des conséquences proches de l'hiver nucléaire si on les laisse brûler pendant des mois (le problème était qu'on manquait d'équipes pour les éteindre plus rapidement). Au cours d'un débat, Fred Singer prédit qu'au contraire les fumées ne dépasseront pas 1 000 m et que les vents et les pluies les dissiperont en quelques jours. Finalement, aussi bien l'hypothèse de Sagan que celle de Singer se sont révélées incorrectes : les fumées des incendies se sont élevées beaucoup plus haut que ce qu'avait annoncé Singer (près de 4 000 m) et ont perduré pendant près d'un mois, mais bien qu'elles aient absorbé 75 à 80 % des radiations solaires dans le golfe Persique, elles n'ont eu qu'un effet négligeable sur le climat mondial.

### Vulgarisateur scientifique
Sagan est surtout connu du grand public pour ses œuvres de vulgarisation scientifique. Il a écrit et raconté la série de documentaires télévisés Cosmos (treize épisodes vus par 10 millions de téléspectateurs lors de leur diffusion initiale) dans laquelle il développe, entre autres, un calendrier cosmique. Celui-ci est souvent repris par la suite dans plusieurs livres et documentaires de vulgarisation de l'astronomie,.
Il fonde en 1980 The Planetary Society, une organisation à but non lucratif qui participe — et en est parfois l'initiatrice — à plusieurs projets de recherche en astronomie et astronautique.
Il est l'auteur de plusieurs livres de vulgarisation, dont Cosmos, tiré de la série, et Un point bleu pâle, sur la place de l'Humain et de la Terre dans l'Univers. Il a aussi écrit un roman, Contact, publié en 1985, centré sur le programme SETI et l'hypothèse d'une réception d'un signal d'origine extraterrestre, dont l'adaptation au cinéma est sortie en 1997 (soit quelques mois après sa mort). Ce livre a reçu le prix Locus du meilleur premier roman en 1986.
Sagan est l'un des pères fondateurs d'un des groupes sceptiques nord-américains, le Committee for Skeptical Inquiry, qui considère qu'aucune preuve de l'existence du paranormal n'a été apportée à ce jour. Si son ouvrage UFO's – A scientific debate est ouvert à la possibilité que l'hypothèse extraterrestre puisse expliquer le phénomène OVNI, il devient de plus en plus sceptique, au fur et à mesure qu'il vieillit, vis-à-vis des prétentions de l'ufologie (voir à ce sujet le modèle sociopsychologique du phénomène ovni). Il critique énormément l'ufologie — en tant que pseudo-science — dans son dernier ouvrage, The Demon-Haunted World (en), considéré comme un classique du scepticisme scientifique,.
En 1994, il attaque Apple pour avoir nommé le projet de développement du Macintosh 7100 « Carl Sagan ». Il est débouté par les juges, néanmoins Apple décide de renommer le projet en « BHA », pour « Butthead Astronomer » (« Astronome stupide » en français).
Atteint depuis longtemps de myélodysplasie, Carl Sagan meurt d'une pneumonie le 20 décembre 1996 à l'âge de 62 ans.

## Distinctions et hommages
- L'astéroïde (2709) Sagan, découvert en 1982, a été nommé en son honneur.
- Le Carl Sagan Memorial Award a également été nommé en son honneur.
- En 1998, il est récipiendaire à titre posthume du prix Gerard-P.-Kuiper.
- En 2008, le compositeur Benn Jordan rend hommage à Carl Sagan en dédiant son album Pale Blue Dot[31]
- En 2014, Neil deGrasse Tyson rend hommage à Carl Sagan, en relatant son parcours et la façon dont il l'a encouragé à devenir un scientifique, dans le premier épisode de Cosmos : Une odyssée à travers l'univers, série documentaire créée sur le modèle de Cosmos.
- Le visage de Carl Sagan est visible sur une montagne d'une planète fictive dans le jeu Kerbal Space Program[32].
- En février 2015, le groupe de metal symphonique Nightwish lui dédie une chanson intitulée Sagan[33].
- En mai 2018, le groupe Matt Hollywood & The Bad Feelings lui rend hommage dans la chanson Carl Sagan[34].
- Dans la saison 2 de Young Sheldon, dérivée de The Big Bang Theory, le jeune Sheldon Cooper se déguise en Carl Sagan pour la fête d'Halloween (diffusion originale en 2018).
- En avril 2020, le groupe Nightwish cite à nouveau Carl Sagan, notamment sa description de la photographie Un point bleu pâle, dans « Ad Astra », le dernier mouvement de la chanson All the Works of Nature Which Adorn the World de l’album Human. :II: Nature..
- En 2021, la pièce de théâtre Dans le nuage de Maxime Carbonneau et Laurence Dauphinais s'inspire de l'aventure du comité du Voyager Golden Record où le personnage de Carl Sagan est interprété par Robin-Joël Cool[35].

### Vision of Mars: A Message to the Future
La sonde Phoenix, qui a quitté la Terre le 4 août 2007, a emporté à son bord un message audio de Carl Sagan destiné aux futurs colons de la planète Mars. La sonde s'est posée sur Mars en mai 2008. Le message de Carl Sagan est inclus au mini-CD « Vision of Mars : A message to the future », un projet de la Planetary Society, qui contient des romans et des nouvelles de science-fiction à propos de la planète rouge.

## Publications
- UFO's – A scientific debate (sic) avec Thornton Page (1972, Cornell University Press, puis Barles & Noble 1996) — Livre tiré des déclarations préparées lors du Symposium sur les OVNIs de l'AAAS les 26 et 27 décembre 1969 à Boston (Massachusetts), où Sagan développe le chapitre consacré à l'HET et aux autres hypothèses pour expliquer les phénomènes attribués à des OVNIs  (ISBN 978-0-7607-0196-6).
- Carl Sagan (trad. Vincent Bardet), Cosmic connection : L'Appel des étoiles [« Cosmic connection : an Extraterrestrial Perspective »], Éditions du Seuil, coll. « Points Sciences », 1975 (ISBN 978-0-440-13301-8, ASIN 2020049430), « S14 »
- Dragons of Eden, 1977, ou Les Dragons de l'Éden, 1980,  (ISBN 978-0-345-26031-4) (anglais) ou  (ISBN 978-2-02-005498-0) (français).
- (en) Carl Sagan, Broca's Brain: Reflections on the Romance of Science, New York, Random House, 1979, 1re éd. (ISBN 978-0-394-50169-7, OCLC 4493944, LCCN 78021810)
- Cosmos, 1981,  (ISBN 978-0-345-33135-9) (anglais) ou  (ISBN 978-2501006286) (français). Cosmos, Éditions Mazarine, 1981, 366 p. (ISBN 978-2-86374-075-0).
- Shadows of Forgotten Ancestors (en collaboration avec Ann Druyan), 1993,  (ISBN 978-0-345-38472-0) ou  (ISBN 978-0-345-38472-0).
- Pale Blue Dot: A Vision of the Human Future in Space, 1st edition 1994, Random House, New York  (ISBN 978-0-679-43841-0).
- The Cold and the Dark: The World After Nuclear War ou Le froid et les ténèbres: le monde après une guerre atomique (en collaboration avec P. R. Ehrlich, D. Kennedy et W. Orr. Roberts), 1985,  (ISBN 978-0-393-01870-7) ou  (ISBN 9782714417367).
- Comète (en collaboration avec Ann Druyan), 1985, Édition Calmann-Lévy (ISBN 978-2-7021-1433-9)).
- L'Hiver Nucléaire (en collaboration avec Richard Turco (en)), 1991.
- Contact, 1985  (ISBN 978-1-56865-424-9) (anglais) ou  (ISBN 978-2-266-07999-0) (français) — Roman qui donna lieu à l'adaptation cinématographique Contact de Robert Zemeckis avec Jodie Foster dans le rôle principal.
- (en) Carl Sagan, The demon-haunted world : science as a candle in the dark, New York, Ballantine Books, 1997, 457 p. (ISBN 978-0-345-40946-1).
- (en) Carl Sagan, Cosmic Connection : An Extraterrestrial Perspective, Cambridge (GB), Cambridge Press, 2000, 302 p. (ISBN 0-521-78303-8, lire en ligne)